# Halet Çambel
Halet Çambel (Berlín, 27 de agosto de 1916 - Estambul, 12 de enero de 2014) fue una arqueóloga y esgrimista turca. Jugó un papel clave en la comprensión de los jeroglíficos hititas (al descubrir una tableta con alfabeto fenicio) y en la conservación del patrimonio cultural de Turquía a través de sus excavaciones. Fue además, una deportista pionera al ser la primera mujer turca en competir en unos Juegos Olímpicos.

## Biografía
Nació en Berlín, en 1916, su madre fue Remziye Hanım, quien era la hija de Ibrahim Hakki Pasha, un antiguo sadrazam (equivalente a primer ministro en el Imperio otomano) y el embajador otomano en Alemania en ese momento. Su padre, Hasan Cemil Çambel, era agregado militar de la Embajada.
A su regreso a Estambul después de los Juegos Olímpicos, comenzó una relación con Nail Çakırhan, un poeta comunista que se convirtió en un célebre arquitecto, con quien estuvo casada durante 70 años, hasta la muerte de Çakırhan en octubre de 2008.
Falleció el 12 de enero de 2014 en su apartamento en Estambul.

## Trayectoria profesional

#### Trayectoria académica
Recibió la formación de pregrado de arqueología en la Universidad de la Sorbona en París y se doctoró en 1940 en la Universidad de Estambul. En 1952 empezó a trabajar con el Profesor Kurt Bittel en el recién establecido Departamento de Prehistoria de la Universidad de Estambul. Durante 1952 y 1954 excavaron el yacimiento Neolítico de Fikirtepe, el primero excavado en Turquía. Desde entonces su trayectoria académica estuvo ligada principalmente al desarrollo de las investigaciones prehistóricas lo que dio lugar a las colecciones conocidas como "Prehistory Laboratory".

#### Trayectoria deportiva
Concienciada en visibilizar a las mujeres turcas, y rompiendo con la tradición, formó parte de diversos clubes deportivos dónde practicó, entre otros, esgrima, judo, ciclismo o hípica. Çambel participó en los Juegos Olímpicos de Berlín de 1936 en la categoría individual femenina de florete y fue, junto a su compañera de equipo de esgrima Suat Fetgeri Aşeni, la primera mujer turca y musulmana en competir en los Juegos Olímpicos. Recibió una invitación por parte de una funcionaria alemana para ser recibida por Hitler, pero Çambel y Suat Fetgeri se negaron por motivos políticos.

## Premios y reconocimientos
Recibió como reconocimiento a su trabajo el Premio Príncipe Claus (de Cultura y Desarrollo) (Prins Claus Prijs) que concede anualmente la fundación Príncipe Claus. El 27 de agosto de 2015 Google conmemoraba mediante un doodle el que hubiese sido su 99 aniversario.

## Publicaciones
- Braidwood, R. J.; Çambel, H. & Watson, P. J. (1969): “Prehistoric Investigations in Southeastern Turkey”. Science 164, Issue 3885: 1275-1276.
- Braidwood, R. J.; Çambel, H.; Redman, C. L. & Watson, P. J. (1971): “Beginnings of Village-Farming Communities in Southeastern Turkey”. PNAS 68 (6): 1236-1240.
- Braidwood, R. J.;  Çambel, H; Lawrence, B.; Redman, C.L. & Stewart, R.B. (1974): Beginnings of Village-Farming Communities in Southeastern Turkey, 1972. PNAS 71 (2): 568-572.
- Braidwood, R. J.; Çambel, H. & Wulf Schirmer (2013): “Beginnings of Village-Farming Communities in Southeastern Turkey: Çayönü Tepesi, 1978 and 1979”. Journal of Field Archaeology 8 (3): 249-258.
- Çambel, H. (1974): “The Southeast Anatolian Prehistoric Project and its Significance for Culture history”. Belleten XXXVIII: 361-377.
- Çambel H. (1981): “Chronologie et organisation de l'espace à Çayönü”, in Cauvin, J. et P. Sanlaville, P. (éds), Préhistoire du Levant. Paris: 531‑553.
- Çambel, H. (1993): “Das Freilichtmuseum von Karatepe-Aslantaş”. Istanbuler Mitteilungen 43: 495-509.
- Çambel, H. & Braidwood, R. (1970): “An Early Farming Village in Turkey”. Scientific American 222(3): 50-57.